# Huperzia javanica
Huperzia javanica là một loài thực vật có mạch trong Họ Thạch tùng. Loài này được (Sw.) Fraser-Jenk. mô tả khoa học đầu tiên năm 2008.